# Kundurosaurus
Kundurosaurus là một chi khủng long, được Godefroit Bolotsky & Lauters mô tả khoa học năm 2012.